# Imster Schlucht

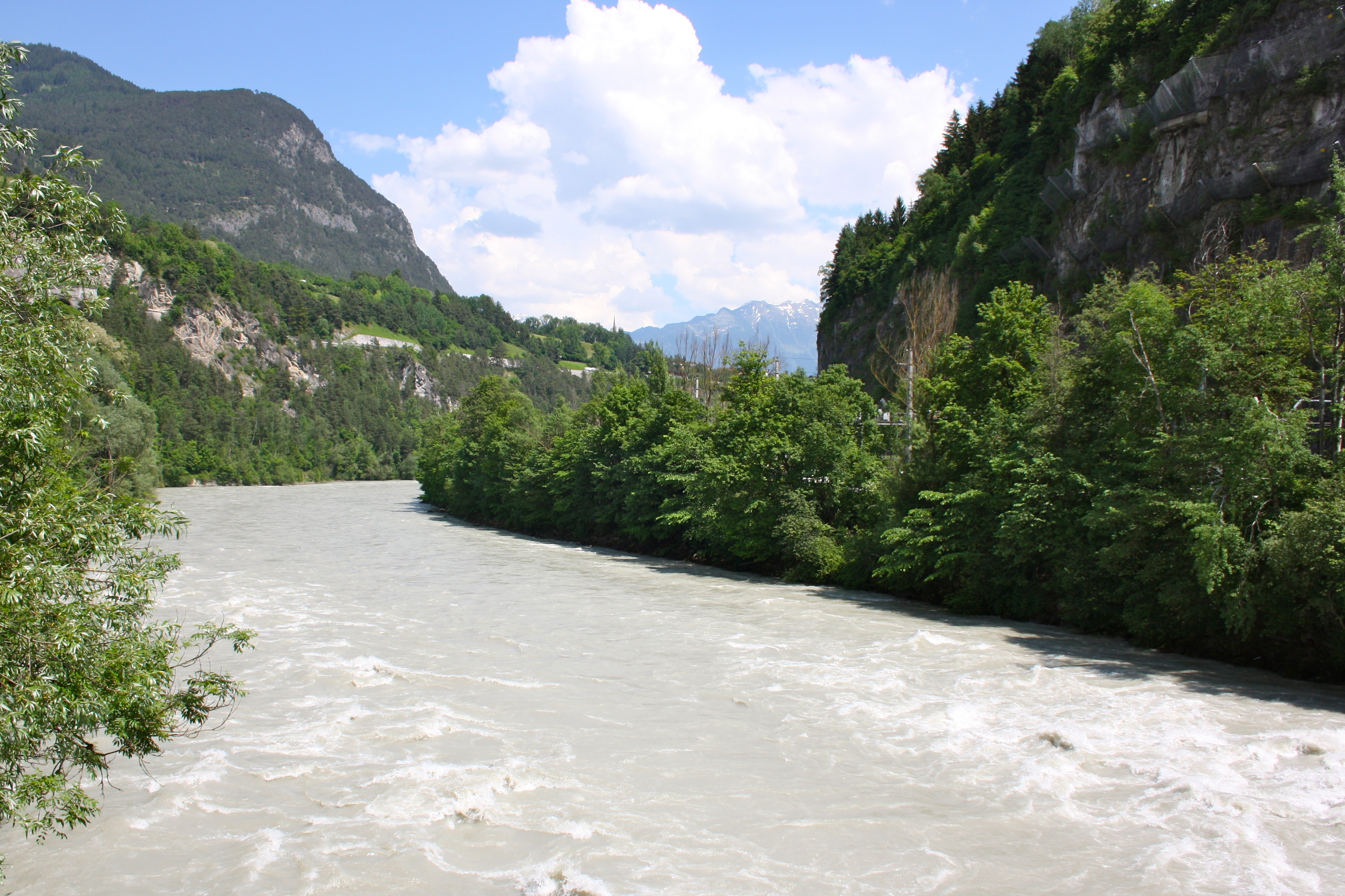
Beginn der Imster Schlucht

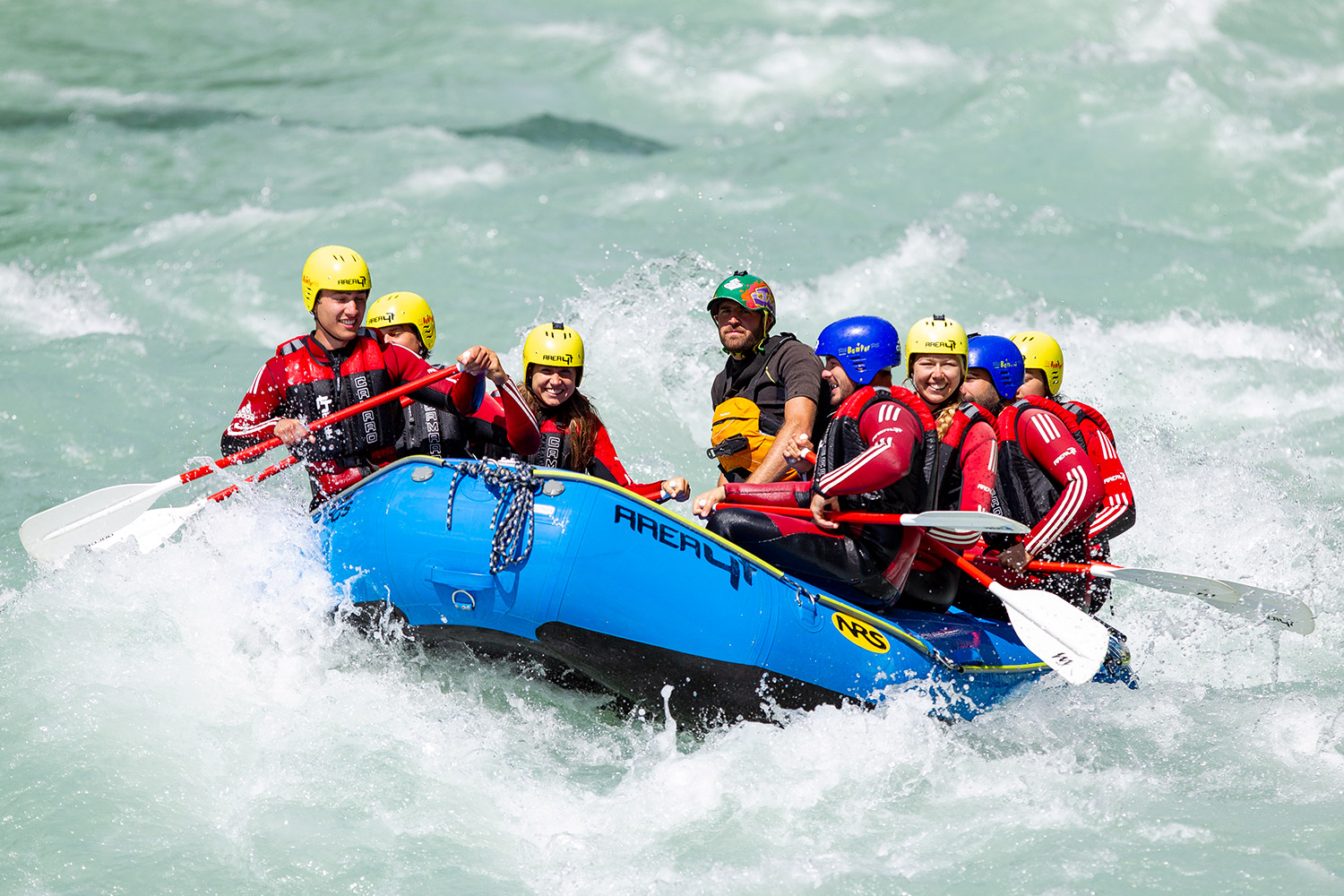
Rafting in der Imster Schlucht (2018)

Die Imster Schlucht ist eine Engstelle des Oberinntals in Tirol. Durch die Verengung wird der Inn in seiner Breite eingeschränkt und die Fließgeschwindigkeit erhöht, so dass er in der Schlucht den Charakter eines Wildwasser-Flusses aufweist.
Die Imster Schlucht erstreckt sich auf einer Länge von rund 5 km zwischen Imst und Roppen. Das Tal wird hier durch das von Norden hereinragende Tschirgant-Massiv stark eingeengt und verfügt über keinen ebenen Talboden. Der Inn fließt durch eine von Felswänden begrenzte Schlucht. Die Orte (Karres und Karrösten im Norden, Arzl im Pitztal und Wald im Süden) liegen auf Terrassen rund 100 m oberhalb des Inns. Die Arlbergbahn verläuft direkt am rechten Innufer, die Tiroler Straße erhöht am linken Ufer. Die Inntal Autobahn umfährt die Imster Schlucht durch den 5,1 km langen Roppener Tunnel. An ihrem westlichen Beginn wird die Schlucht von der 32,5 m hohen Pitztalbrücke überspannt.
Die Imster Schlucht ist ein beliebter Abschnitt bei Wildwassersportlern, gemäß der Wildwasserschwierigkeitsskala liegt ihre Schwierigkeit abhängig vom Wasserstand zwischen WW II-III und III-IV. Letzteres entspricht der Stufe sehr schwierig.